# Barbora Špotáková
Barbora Špotáková (IPA: ˈbarbora ˈʃpotaːkova:) (Jablonec nad Nisou, 30 juni 1981) is een Tsjechische speerwerpster. Zij werd tweemaal olympisch kampioene en driemaal wereldkampioene in deze discipline. Bovendien is zij sinds 2008 houdster van het wereldrecord.

## Biografie

### Wereldkampioene
Špotáková deed internationaal voor het eerst van zich spreken door op de Europese kampioenschappen atletiek 2006 in Göteborg een zilveren medaille te winnen. Met een worp van 65,64 m kwam ze net 18 cm te kort op winnares Steffi Nerius (goud met 65,82). Een maand later won ze het speerwerpen tijdens de wereldatletiekfinale met 66,21.
Het volgende jaar leverde Špotáková haar tot dan toe beste prestatie: op de wereldkampioenschappen in Osaka won zij het speerwerpen met een nationaal record van 67,07. Ze werd hiermee de zevende vrouw ter wereld die ooit meer dan 67 meter gooide. Ze had in het begin van de wedstrijd al de leiding met 66,21 en versloeg de Duitse Christina Obergföll (66,46).

### Olympische kampioene
Sindsdien boekte de Tsjechische voortdurend progressie. Allereerst wierp zij op 31 mei 2008 de speer in het Spaanse Zaragoza naar 69,15, ruim twee meter verder dan in Osaka. Vervolgens verbaasde ze zichzelf en de hele wereld door op de Olympische Spelen in Peking voor het eerst in haar atletiekloopbaan over de 70 meter te gooien. Met 71,24 was ze te sterk voor de concurrentie, van wie slechts de Russische Maria Abakoemova met een nieuw Russisch record van 70,78 in haar spoor kon blijven.

### Wereldrecord
Ter afsluiting van het toch al zo succesvolle jaar wierp Barbora Špotáková op 13 september 2008 tijdens de wereldatletiekfinale in Stuttgart de speer naar een afstand van 72,28, een verbetering met 58 cm van het wereldrecord dat sinds 2005 met 71,70 op naam stond van de Cubaanse Osleidys Menéndez.

### Ecologisch ingenieur
In 2009 wist Špotáková niet het niveau te behalen van het jaar ervoor. Dit had een aantal oorzaken. Allereerst studeerde zij in mei af als ecologisch ingenieur aan de Tsjechische Landbouwuniversiteit. Op de tweede plaats werd zij gedurende het seizoen gehinderd door blessures. En toen ten slotte bij de WK in Berlijn puntje bij paaltje kwam, was daar Steffi Nerius die voor eigen publiek de toon zette door in de finale al direct in haar allereerste worp de speer na 67,30 in de grond te prikken, waarmee zij in één klap de wedstrijd besliste, want hier kon in Berlijn niemand tegenop. Barbora Špotáková kwam tot 66,42 en werd er beste van de rest mee. Haar wereldtitel leverde zij echter in aan de euforische Duitse, die in eerdere jaren zelf zo vaak genoegen had moeten nemen met laagwaardiger eremetaal.
Een maand later, bij de wereldatletiekfinale in Thessaloniki, poogde de Tsjechische het jaar op een goede wijze af te sluiten, maar nu werd haar de voet dwars gezet door Maria Abakoemova, die zij zowel in Peking als Berlijn nog achter zich had weten te houden. De 23-jarige Russische rook echter haar kans en met een beste worp van 64,60 greep zij de winst en de bijbehorende cheque van 30.000 dollar. Opnieuw werd Špotáková tweede, ditmaal met 63,45.

### Winnares Diamond League
In 2010 nam Špotáková deel aan de wedstrijden die deel uitmaakten van de Diamond League, de opvolger van de Golden league. En aangezien zij drie van de in totaal zeven wedstrijden won, was zij aan het eind van de serie een van de overall-winnaressen en werd zij hierdoor eigenaresse van de hoofdprijs, een diamant ter waarde van ongeveer $80.000. Op de Europese kampioenschappen in Barcelona werd zij echter opnieuw afgetroefd door een Duitse speerwerpster, Linda Stahl ditmaal, die met een afstand van 66,81 met de eer en het goud ging strijken. Christina Obergföll volgde in het kielzog van haar landgenote met 65,58, waardoor Barbora Špotáková met haar beste worp van 65,36 nu op de derde plaats bleef steken.

### OS 2012
Špotáková nam op de Olympische Zomerspelen 2012 in Londen deel aan het speerwerpen. Ze won hierbij een gouden medaille. Met een beste poging van 69,55 bleef ze de Duitse speerwerpsters Christina Obergföll (zilver; 65,16) en Linda Stahl (brons; 64,91) voor. Vier jaar later op de Olympische Spelen van Rio moest ze genoegen nemen met een bronzen medaille bij het speerwerpen. Met een beste poging van 64,80 eindigde ze achter Kroatische Sara Kolak (goud; 66,18) en de Zuid-Afrikaanse Sunette Viljoen (zilver; 64,92).
Špotáková beoefende aan het begin van haar atletiekcarrière de zevenkamp. Ze is momenteel lid van ASO (Armádní sportovní oddíl, Army Sport Group) van Dukla Praha en werd tot eind 2010 getraind door Rudolf Černý. In 2011 nam Jan Železný die rol over.

## Titels
- Olympisch kampioene speerwerpen - 2008, 2012
- Wereldkampioene speerwerpen - 2007, 2011, 2017
- Tsjechisch kampioene speerwerpen - 2003, 2005, 2006, 2007, 2008, 2009, 2010, 2011

## Persoonlijke records
Outdoor
| Onderdeel            | Prestatie        | Datum             | Plaats    |
| -------------------- | ---------------- | ----------------- | --------- |
| 100 m                | 12,99 (+0,4 m/s) | 25 september 2004 | Talence   |
| 200 m                | 25,33 (-0,8)     | 1 juli 2000       | Oulu      |
| 400 m                | 1.00,17          | 25 september 2004 | Talence   |
| 800 m                | 2.18,29          | 23 juli 2000      | Praag     |
| 1500 m               | 6.01,61          | 26 september 2004 | Talence   |
| 100 m horden         | 13,99            | 20 mei 2000       | Hexham    |
| 400 m horden         | 1.02,68          | 1998              |           |
| hoogspringen         | 1,78             | 20 mei 2000       | Hexham    |
| polsstokhoogspringen | 2,60             | 26 september 2004 | Talence   |
| verspringen          | 5,65 (0,8)       | 2 juli 2000       | Oulu      |
| kogelstoten          | 14,53            | 8 september 2007  | Sušice    |
| discuswerpen         | 36,80            | 2002              |           |
| speerwerpen          | 72,28 (WR)       | 13 september 2008 | Stuttgart |
| zevenkamp            | 5880             | 15 september 2012 | Talence   |
| tienkamp             | 6749             | 26 september 2004 | Talence   |

Indoor
| Onderdeel   | Prestatie | Datum           | Plaats |
| ----------- | --------- | --------------- | ------ |
| 200 m       | 25,36     | 28 januari 2007 | Praag  |
| 60 m horden | 8,73      | 2 februari 2008 | Praag  |

## Palmares

### speerwerpen
Kampioenschappen
- 2005:  Europacup - 59,74 m
- 2005:  universiade - 60,73 m
- 2005: 5e Wereldatletiekfinale - 61,60 m
- 2006:  Europacup - 64,68 m
- 2006:  EK - 65,64 m
- 2006:  Wereldatletiekfinale - 66,21 m
- 2007:  WK - 67,07 m
- 2007:  Wereldatletiekfinale - 67,12 m
- 2008:  OS - 71,42 m (na DQ Maria Abakoemova)
- 2008:  Wereldatletiekfinale - 72,28 m (WR)
- 2009:  EK team - 65,89 m
- 2009:  WK - 66,42 m
- 2009:  Wereldatletiekfinale - 63,45 m
- 2010:  EK - 65,36 m
- 2011:  WK - 71,58 m (na DQ Maria Abakoemova)
- 2012:  OS - 69,55 m
- 2014:  EK - 64,41 m
- 2014:  IAAF Continental Cup - 65,52 m
- 2015: 9e WK - 60,08 m
- 2016: 5e EK - 62,66 m
- 2016:  OS - 64,92 m
- 2017:  WK - 66,76 m
- 2022:  EK - 60,68 m

Golden League-overwinningen
- 2006: ISTAF - 64,30 m

Diamond League-overwinningen
- 2010:  Eindoverwinning Diamond League
- 2010: Golden Gala - 68,66 m
- 2010: Herculis - 65,76 m
- 2010: London Grand Prix - 63,50 m
- 2011: Herculis - 69,45 m
- 2012:  Eindoverwinning Diamond League
- 2012: Golden Gala – 68,65 m
- 2012: Athletissima – 67,19 m
- 2012: Aviva Birmingham Grand Prix – 66,08 m
- 2012: Memorial Van Damme – 66,91 m
- 2014: Golden Gala – 66,43 m
- 2014: Athletissima – 66,72 m
- 2014: Herculis – 66,96 m

### zevenkamp
- 2000: 4e WJK - 5689 p

## Onderscheidingen
- Tsjechisch atlete van het jaar - 2006, 2007, 2008, 2010

1932: Babe Zaharias ·
1936: Tilly Fleischer ·
1948: Herma Bauma ·
1952: Dana Zátopková ·
1956: Inese Jaunzeme ·
1960: Elvīra Ozoliņa ·
1964: Mihaela Peneș ·
1968: Angéla Németh ·
1972: Ruth Fuchs ·
1976: Ruth Fuchs ·
1980: María Colón ·
1984: Tessa Sanderson ·
1988: Petra Felke ·
1992: Silke Renk ·
1996: Heli Rantanen ·
2000: Trine Hattestad ·
2004: Osleidys Menéndez ·
2008: Barbora Špotáková ·
2012: Barbora Špotáková ·
2016: Sara Kolak ·
2020: Liu Shiying ·
2024: Haruka Kitaguchi
1983 Tiina Lillak ·
1987 Fatima Whitbread ·
1991 Xu Demei ·
1993 Trine Hattestad ·
1995 Natalja Sjykolenko ·
1997 Trine Hattestad ·
1999 Mirela Maniani ·
2001 Osleidys Menéndez ·
2003 Mirela Maniani ·
2005 Osleidys Menéndez ·
2007 Barbora Špotáková ·
2009 Steffi Nerius ·
2011 Barbora Špotáková ·
2013 Christina Obergföll ·
2015 Katharina Molitor ·
2017 Barbora Špotáková ·
2019 Kelsey-Lee Barber ·
2022 Kelsey-Lee Barber ·
2023 Haruka Kitaguchi
- World Athletics: 14262671
- International Standard Name Identifier: 0000 0000 5821 1637
- Nationale Bibliotheek van Tsjechië: js20060929012
- Virtual International Authority File: 84254436